# Grande Beune
Die Grande Beune (oft auch nur Beune genannt) ist ein Fluss in Frankreich, der im Département Dordogne in der Region Nouvelle-Aquitaine verläuft. Sie entspringt im Gemeindegebiet von Saint-Geniès, entwässert generell in südwestlicher Richtung und mündet nach rund 23 Kilometern im Ortsgebiet von Les Eyzies-de-Tayac-Sireuil als linker Nebenfluss in die Vézère.

## Orte am Fluss
- Tamniès
- Les Eyzies-de-Tayac-Sireuil